# Leya Falcon

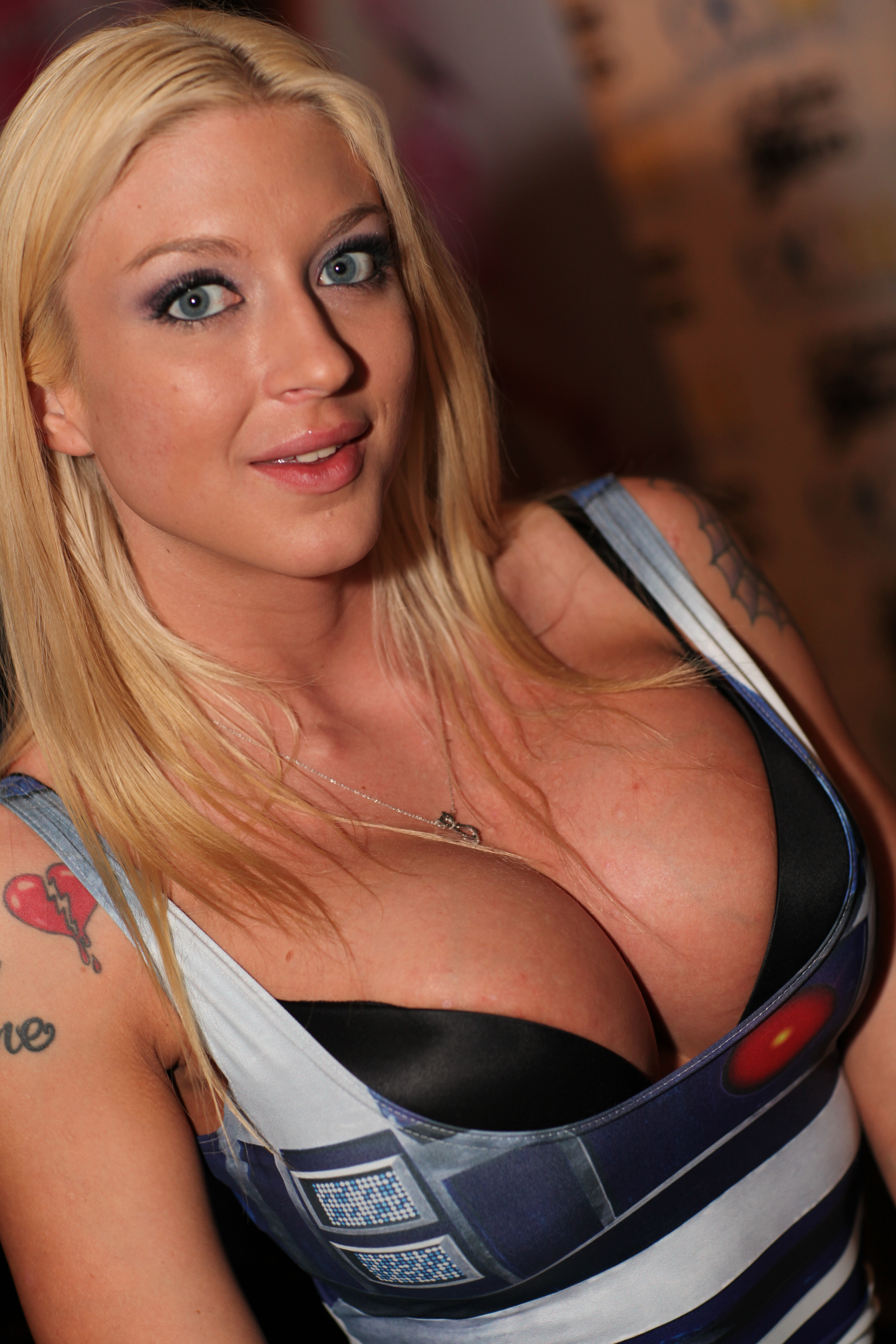
Leya Falcon 2013 bei der AVN Expo in Las Vegas

Leya Falcon (* 3. März 1988 in Las Vegas, Nevada, USA) ist eine US-amerikanische Pornodarstellerin.

## Leben
Leya Falcons Eltern wurden geschieden als sie 2 Jahre alt was. Sie strebte seit ihrem 14. Lebensjahr an, in der Unterhaltungsindustrie für Erwachsene zu arbeiten. Ihr erster Job war die Arbeit als Kassiererin und Empfangsdame in einem Autoteilegeschäft. Falcon begann nach ihrem 18. Lebensjahr mit dem Strippen und drehte am 25. November 2011 im Alter von 23 Jahren ihre erste Hardcore-Sexszene. Zu den bemerkenswerten Unternehmen, für die sie in X-Rated-Features aufgetreten ist, gehören Diabolic Digital, 3rd Degree, Lethal Hardcore, Digital Sin, Digital Playground, Wicked Pictures und Jules Jordan Video. Darüber hinaus hat Falcon auch für Websites für Erwachsene wie Brazzers und Bangbros gearbeitet.
Falcon ist bekannt für ihre Cosplay-Darstellungen in Filmen, ist ein Fan von Harley Quinn, sammelt alles über sie und wird oft für die Rolle der Comic-Figur Harley Quinn gecastet.
2008 brachte sie eine Tochter zur Welt. Sie hat mehrere Tattoos.

## Auszeichnungen
- 2019: Urban X Awards – Winner: Porn Star of the Year
- 2018: AVN Award – Winner: Most Outrageous Sex Scene (zusammen mit Ophelia Rain im Film "Viking Girls Gone Horny"). In der Szene ist zu sehen, wie Leya sich einen AVN Award anal einführen lässt.

## Filmauswahl
- Snatched (2012)
- This Ain’t Terminator XXX 3D (2013)
- Sloppy Cocksuckers (2013)
- Sport Fucking #11 (2013)
- Desert Heat
- Spider-Man XXX 2: An Axel Braun Parody (2014)
- Lex's Breast Fest #3 (2014)
- Anal Appetite 3 (2014)
- Viking Girls Gone Horny (2017)
- SeXXXploitation Of Leya Falcon AKA Whorley Quinn
- Car Jackerz (2018)
- Amazing Racks! Vol. 2 (2018)
- Cuck A Doodle Doo (2018)
- Blondes Licking Brunettes 3 (2018)
- Pornstar Spa 18 (2018)
- Mean Dungeon 14 (2019)
- Pornstar Solos 8, 7, 5, 3,2, 1 (2019, 2018, 2017)
- Leya Falcon's Interracial Talent (2020)